# Yolande d'Aragon (morte en 1442)
Pour les articles homonymes, voir Yolande d'Aragon.
 (octobre 2015).
Yolande d’Aragon, duchesse d'Anjou, née en 1381 à Saragosse et morte le 14 novembre 1442 près de Saumur, fut duchesse d'Anjou, comtesse du Maine et de Provence, reine de Naples et de Jérusalem titulaire, et dame de Guise.

## Famille
Seconde fille de Jean Ier, roi d'Aragon et de Yolande de Bar, Yolande d'Aragon naît en 1381 à Saragosse. Elle est promise à l'héritier d'Anjou, Louis (qui a accédé au trône de Naples sous le nom de Louis II de Naples une année plus tôt, à la suite de la conquête de Naples) en 1390. Cette alliance doit résoudre les revendications contestées du royaume de Sicile et Naples, entre les maisons d'Anjou et d'Aragon. Le mariage se tient le 2 décembre 1400 en la cathédrale Saint-Trophime d'Arles.
Ils eurent six enfants : 
1. Louis III (° 1403 † 1434) - duc d'Anjou, comte de Provence, roi titulaire de Naples
2. Marie (° 1404 † 1463) - épouse de Charles VII, roi de France avec qui elle eut quatorze enfants , dont l'aîné devint Louis XI de France
3. ? (1406), une fille, morte en enfance
4. René (° 1409 † 1480) duc de Bar, duc de Lorraine, duc d'Anjou, comte de Provence, roi titulaire de Sicile, de Naples, de Jérusalem et d'Aragon; épouse Isabelle Ire, duchesse de Lorraine
5. Yolande (° 1412 † 1440), épouse de François Ier, duc de Bretagne
6. Charles (° 1414 † 1472), comte du Maine (ne fut jamais duc d'Anjou, son fils le fut) épouse Cambella Ruffo di Montalto puis Isabelle de Luxembourg-Saint-Pol.

## Parcours politique

### Prétentions au trône d'Aragon
Yolande d'Aragon joua un rôle important dans la politique de l'« empire » angevin, de la France et de l'Aragon, pendant la première moitié du XVe siècle. Fille survivante du roi Jean Ier d'Aragon, qui n'avait pas de fils, elle réclama le trône d'Aragon après la mort de sa sœur aînée Jeanne, comtesse de Foix.
Yolande envoya Louis Ier de Bourbon-Vendôme comte de Vendôme à Ferdinand d'Antequera en tant qu’ambassadeur pour faire reconnaître ses droits sur la couronne d’Aragon, sans succès. 
Et pour cause : les lois de succession d'Aragon et de Barcelone n'étant pas claires, elles furent interprétées en faveur des héritiers mâles : ainsi l'oncle de Yolande (frère cadet de Jean Ier), Martin Ier d'Aragon, hérita du trône d'Aragon. Martin mourut sans descendance en 1410, et après deux ans d'interrègne, les États d'Aragon élurent Ferdinand d'Antequera comme nouveau roi d'Aragon. Ferdinand était le second fils d'Éléonore d'Aragon, reine de Castille, sœur de Jean et de Martin.
Le candidat angevin était le fils aîné de Yolande, Louis III d'Anjou, duc de Calabre, dont la revendication reposait dans le Pacte de Caspe. Yolande et ses fils se considéraient comme héritiers prioritaires et commencèrent à utiliser le titre de « rois d'Aragon ». À cause de cet héritage, Yolande fut appelée « reine de quatre royaumes », ces royaumes étant probablement la Sicile, Jérusalem, Chypre et Aragon (une autre interprétation sépare Naples de la Sicile et exclut donc Chypre).
En réalité, Yolande d'Aragon et sa famille ne possédèrent des territoires dans ces royaumes qu'à de très courts intervalles. Jérusalem n'a d'ailleurs jamais été en leur possession. Leur royaume se réduisait aux fiefs d'Anjou en France : ils possédèrent sans conteste la Provence et l'Anjou, le Maine, la Touraine et le Valois.
René d'Anjou, fils aîné de Yolande d'Aragon, fut choisi comme héritier par le cardinal-duc de Bar et devint par mariage duc de Lorraine.

### La France et la maison d'Anjou
Issue de Louis, fils du roi de France Jean le Bon, la seconde maison d'Anjou-Provence constitue donc un rameau de la dynastie royale des Valois.
Dans la seconde période de la guerre de Cent Ans, Yolande d'Aragon prit parti pour la dynastie de Valois représentée par le roi de France, Charles VI, défendue par le parti des Armagnacs, durant la guerre civile entre Armagnacs et Bourguignons.
La reine Isabeau de Bavière, épouse du roi Charles VI, influencée par le duc de Bourgogne Jean sans Peur, combattit l'accession au trône du royaume de France de son dernier fils, Charles de Ponthieu, futur Charles VII.

Yolande d'Aragon fut celle qui protégea l'adolescent de toutes sortes de machinations et tentatives d'empoisonnement. Elle joua un rôle de mère auprès de lui et le fiança en 1413 à sa fille Marie d'Anjou. Pour éviter les menaces que faisaient peser les Bourguignons à Paris, elle emmena les jeunes fiancés âgés de dix ans, au début de 1414, dans ses duchés d'Anjou et de Provence.

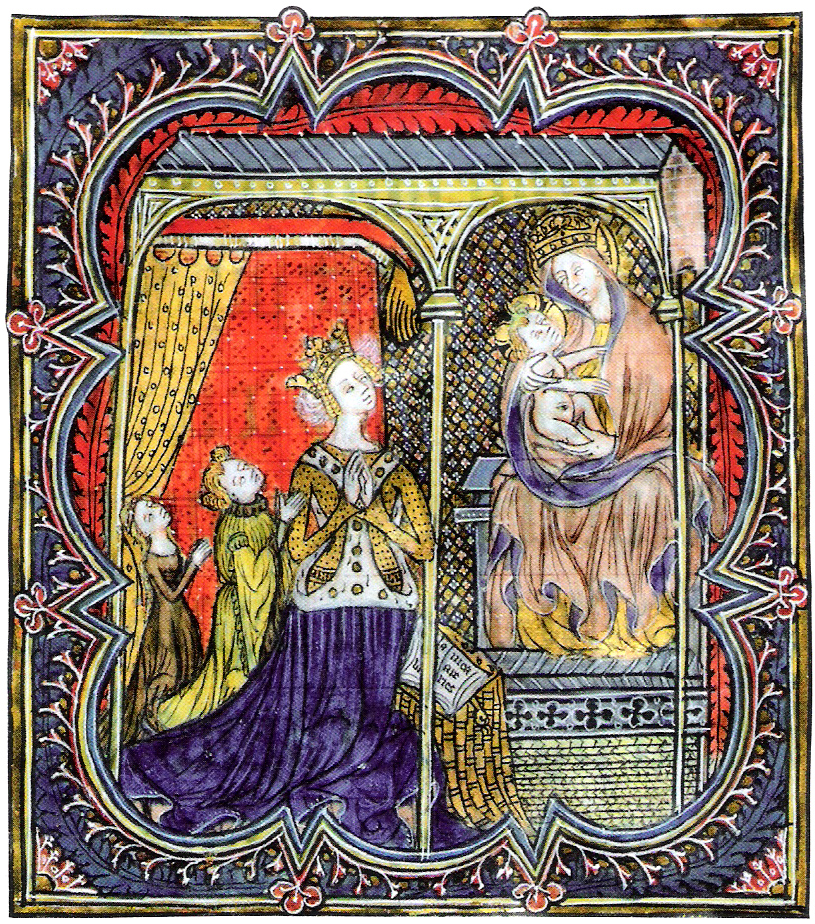
Yolande d'Aragon et deux de ses enfants en prière devant la Vierge à l'Enfant.
Enluminure anonyme dans le Juratoire et livre des fondations de la chapelle royale du gué de Maulny dans le Maine, ms. 691,, Bibliothèque municipale, Le Mans.

Le 18 décembre 1415, le dauphin Louis de Guyenne, frère aîné de Charles de Ponthieu meurt. Il est suivi dans la mort le 4 avril 1417 par Jean duc de Touraine, son deuxième frère, devenu dauphin à son tour : ces deux frères aînés avaient été placés sous la protection de Jean sans Peur, ce dernier enchaînant les intrigues pour accéder au pouvoir au conseil de régence, du fait de la carence du roi Charles VI, atteint de démence, et de la jeunesse des dauphins.
Le 4 avril 1417, Charles de Ponthieu devient le nouveau dauphin de France. Le 29 avril 1417, Louis II d'Anjou meurt de maladie, laissant Yolande, alors âgée de 36 ans, responsable de la maison d'Anjou. Elle tient également le sort de la maison royale des Valois dans ses mains. Son futur gendre, le dauphin Charles, est très vulnérable face aux desseins du roi d'Angleterre Henri V et de Jean sans Peur. Il ne peut compter que sur le support de la maison d'Anjou et du parti des Armagnacs .
Après l'assassinat de Jean sans Peur à Montereau en 1419, son fils Philippe le Bon devient duc de Bourgogne. Philippe le Bon et Henri V d'Angleterre imposent le traité de Troyes (21 mai 1420) au roi Charles VI. Le traité désigne le roi Henri d'Angleterre comme régent de France et comme héritier de la couronne de France. Le dauphin Charles de Ponthieu est donc déshérité par le biais de ce traité inique. Il refuse de le ratifier et se déclare seul et unique héritier du trône de France.
Le 22 avril 1422, Marie d'Anjou, fille aînée de Yolande d'Aragon, se marie en la cathédrale de Bourges avec le dauphin Charles de Ponthieu.
Henri V et Charles VI meurent tous deux en 1422 (respectivement le 31 août et le 21 octobre). Charles, alors âgé de 19 ans, devient légitimement roi de France, sous le nom de Charles VII. Ce titre est contesté par les Anglais et par leurs alliés bourguignons qui soutiennent la prétention au trône de France du jeune fils de feu Henri V, le roi Henri VI d'Angleterre, âgé de neuf mois.
Bien que princes du sang, les ducs d'Anjou n'apportent pas nécessairement un soutien inconditionnel au roi Charles VII. D'une part, le duc Louis III d'Anjou se consacre à sa guerre italienne afin d'acquérir le titre de roi de Naples et de Sicile ; en conséquence, il confie le gouvernement du duché d'Anjou à sa mère Yolande d'Aragon, duchesse douairière, par un acte daté du 1er juillet 1423. D'autre part, en dépit d'une tradition présentant la belle-mère du roi de France comme « l'ange gardien » de son beau-fils et de Jeanne d'Arc,, Philippe Contamine nuance la question en notant que la reine de Sicile « défendait prioritairement (...) ses intérêts et les intérêts de [l]a maison [d'Anjou] — des intérêts complexes et pas toujours convergents ; dans une large mesure, en raison des circonstances, ces intérêts, non sans nuance, recouvraient ceux de Charles VII. ».

### Conseillère du roi de France
Yolande joue un rôle important dans cette lutte, entourant le jeune roi de conseillers et domestiques de la maison d'Anjou. Elle manœuvre pour que le duc de Bretagne rompe son alliance avec l'Angleterre et fait nommer Arthur de Richemont, futur Arthur III de Bretagne, membre de la famille ducale bretonne, connétable de France en 1425. Le duc de Bourgogne Philippe le Bon met comme condition formelle à l'admission de son beau-frère, le comte de Richemont, au connétablat de France : l'élimination de tous les conseillers du roi Charles VII ayant participé de près ou de loin à l'assassinat de Jean sans Peur sur le pont de Montereau en 1419. Avec l'aide du connétable de Richemont, Yolande applique donc le renvoi de plusieurs proches conseillers de Charles VII. Cette éviction ne provient donc pas directement de la volonté de Yolande d'Aragon, mais des nécessités liées à la raison d'État. Les historiens rapportent que le roi se sépare de ses conseillers à grand regret et qu'il conserve toute sa confiance et toute son amitié à ceux qui l'avaient bien servi, détruisant ainsi la légende de l'éviction de conseillers incapables répandue par les chroniqueurs bourguignons. Succédèrent comme favoris, Pierre II de Giac (ex-bourguignon, rallié à Charles VII), et Le Camus de Beaulieu (tous deux mourront en 1427, à l'instigation du connétable de Richemont).
Dans le cadre géopolitique d'une diplomatie de stabilisation de la frontière commune entre les duchés d'Anjou et de Bretagne, Yolande d'Aragon cherche à marier son fils, le duc Louis III d'Anjou, à Isabelle, fille du duc Jean V de Bretagne. Parallèlement, la reine de Sicile tente d'imposer le principe de cette alliance à son gendre Charles VII.
Un contrat, rédigé à Angers le 3 juillet 1417, vise à entériner l'alliance entre les maisons de Bretagne et d'Anjou grâce à un projet d'union entre le duc Louis III d'Anjou, fils de Yolande d'Aragon, et Isabelle de Bretagne, fille du duc Jean V. Toutefois, les rapports diplomatiques se tendent lorsque l'engagement est finalement rompu par Louis III d'Anjou, désireux d'épouser Marguerite de Savoie pour affermir sa position dans le cadre de ses ambitions vis-à-vis du royaume de Naples. Conséquemment, Jean V de Bretagne marie sa fille Isabelle à Guy XIV de Laval en 1430, d'où une grave tension entre les deux duchés voisins.
Yolande d'Aragon se présente comme le « lieutenant général » de son fils Louis III retenu en Italie mais le duc d'Anjou — essentiellement préoccupé par sa couronne napolitaine — n'approuve pas systématiquement les démarches politiques de sa mère. Or la politique de Yolande d'Aragon finit par coïncider avec celle du grand chambellan Georges Ier de La Trémoille sur la question relative à la réconciliation entre le royaume de France et le duché de Bretagne. Déjà associé à une précédente tractation matrimoniale entre les lignées angevine et bretonne en 1425, Jean de Craon permet au grand chambellan d'organiser une rencontre avec le duc Jean V au château de Champtocé du 22 au 24 février 1431.
Lors de la rencontre au château de Champtocé le 24 février 1431, le comte Guy XIV de Laval — futur gendre du duc Jean V — se voit remettre une certaine somme par son suzerain breton afin d'amener des gens d'armes et de trait à Charles VII. Jean V de Bretagne paye également Xaintrailles — allié du grand chambellan — pour qu'il accompagne le comte de Laval auprès du roi en vue de poursuivre la guerre. Le médiéviste Philippe Contamine observe que « par des moyens obliques, il s'agissait donc de ramener le duc de Bretagne dans la guerre française. Or, nous savons que telle avait été l'idée de Jeanne d'Arc, l'année précédente. ».
En mai 1431, dans l'île de Béhuard près d'Angers, le duc de Bretagne et Yolande d'Aragon assistent au serment prêté par leurs fils respectifs, le comte François de Montfort et Charles d'Anjou, de se comporter en « frères d'armes. » Célébré en août 1431, le mariage entre Yolande († 1440), fille de Yolande d'Aragon, et François de Montfort, fils du duc Jean V de Bretagne, renforce les liens entre les deux lignages. Cette union est approuvée par Charles VII mais le souverain refuse toujours de voir Arthur de Richemont revenir aux affaires, bien qu'il consente à un compromis visant à aplanir les différends entre le grand chambellan et le connétable,,.
Le 3 juin 1433, l'arrestation et l'enlèvement du grand chambellan Georges de La Trémoille permet au « parti angevin » de retrouver son influence par le biais du jeune Charles IV du Maine, fils de Yolande d'Aragon et nouvel homme fort à la cour de Charles VII.
Le chroniqueur contemporain Jean Jouvenel des Ursins décrivit Yolande comme « la plus belle femme du royaume ». Charles de Bourdigné, chroniqueur de la maison d'Anjou, dit d'elle « Elle était considérée comme la plus sage et la plus belle princesse de la chrétienté ». Plus tard, le roi Louis XI affirma que sa grand-mère avait « un cœur d'homme dans un corps de femme ».
Yolande finit par se retirer à Angers puis à Saumur en l'hôtel du seigneur de Tucé, où elle meurt le 14 novembre 1442,,. Elle est inhumée dans le chœur de la cathédrale Saint-Maurice d'Angers où elle rejoint son époux Louis II d'Anjou.
Une fameuse rose pourpre lui a été dédiée par Vibert en 1843, baptisée 'Yolande d'Aragon'.

## Descendance
De Louis II d'Anjou, elle a :
- Louis III (1403-1434), duc d'Anjou, roi de Naples, qui succède à Louis II d'Anjou, sans postérité ;
- Marie (1404-1463), épouse du roi de France Charles VII, et postérité ;
- René (1408 ou 1409-1480), duc d'Anjou, duc de Bar, duc de Lorraine, et par alliance, roi titulaire de Sicile et de Naples, dont postérité ;
- Yolande (1412-1440), épouse de François Ier, duc de Bretagne, postérité ;
- Charles (1414-1472 ou 1473), comte du Maine, et postérité.

### Les noms en son honneur

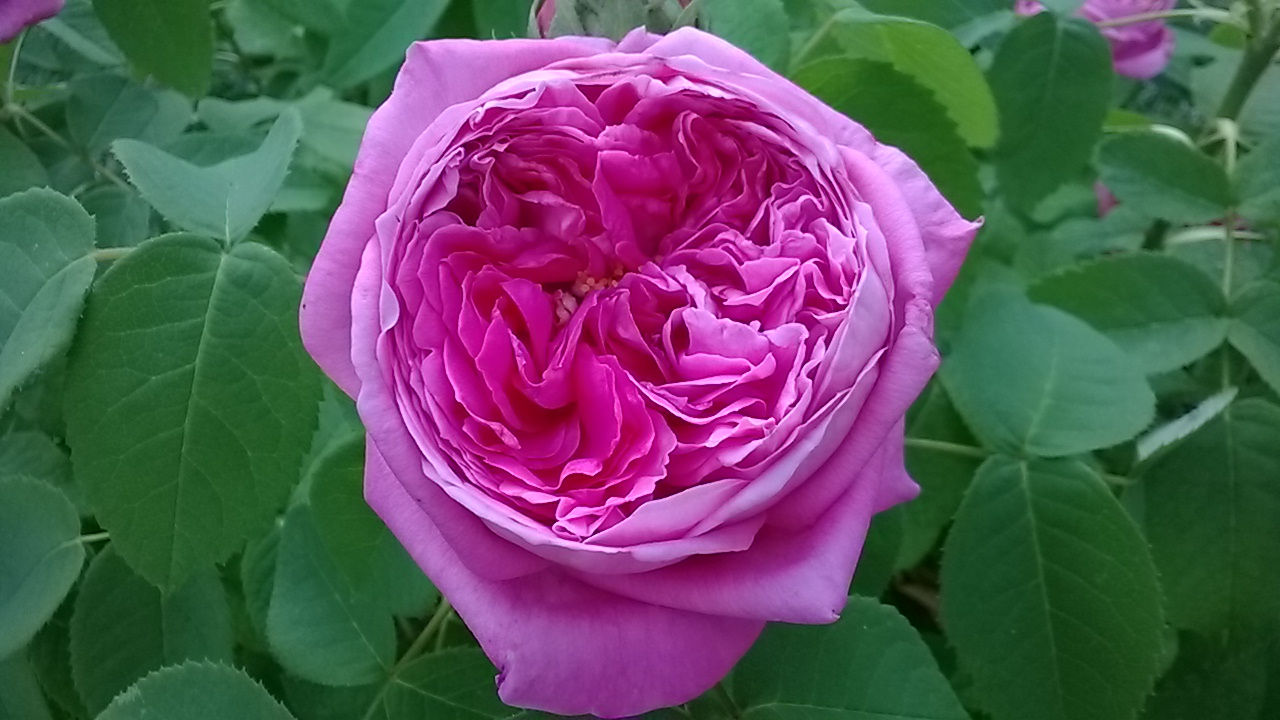
Une rose Yolande d'Aragon.

- Jean-Pierre Vibert a créé en 1843 une rose qu'il a nommée « Yolande d'Aragon » en son honneur.
- Collège Yolande d'Anjou à Saumur, près du château.